# Kazuko Ono
Kazuko Ono (jap. 小野 和子, Ono Kazuko; * 28. Januar 1946 als Kazuko Gotō, jap. 後藤 和子, Gotō Kazuko) ist eine ehemalige Badmintonspielerin aus Japan.

## Karriere
Kazuko Ono war eine der stärksten Badmintonspielerinnen Japans Mitte der 1960er Jahre, jedoch schaffte sie es nie, sich einen nationalen Titel zu erkämpfen, hatte sie doch mit Spielerinnen wie Noriko Takagi, Machiko Aizawa, Etsuko Takenaka oder Hiroe Amano einige der weltbesten Spielerinnen dieser Zeit im eigenen Land als Konkurrenz.
Im Team mit diesen Spielerinnen konnte Ono jedoch stark auftrumpfen. Das japanische Frauenteam gewann 1966 die Weltmeisterschaft für Frauenmannschaften, den Uber Cup, wobei es im Finale Indonesien mit 5:2 besiegte. Kazuko Ono trug einen Sieg im Doppel mit Noriko Takagi dazu bei.
In den Einzeldisziplinen erkämpfte sich Ono 1966 mit Takagi Bronze im Damendoppel bei den Asienspielen im Badminton.

## Sportliche Erfolge
| Saison | Veranstaltung | Disziplin   | Platz | Name                        |
| ------ | ------------- | ----------- | ----- | --------------------------- |
| 1966   | Uber Cup 1966 | Team        | 1     | Japan                       |
| 1966   | Asienspiele   | Damendoppel | 3     | Noriko Takagi / Kazuko Gotō |